# Neocompsa aspasia
Neocompsa aspasia là một loài bọ cánh cứng trong họ Cerambycidae.